# Theo Elm
Theo Elm (* 11. Juli 1944 in Grafenau (Niederbayern)) ist ein deutscher Germanist und Hochschullehrer. 

## Leben
Elm studierte an der Friedrich-Alexander-Universität Erlangen-Nürnberg und promovierte 1972 bei Ulrich Fülleborn mit der Dissertation Siegfried Lenz – „Deutschstunde“. Engagement und Realismus im Gegenwartsroman. Er habilitierte sich 1980 mit der Habilitationsschrift Die moderne Parabel und erhielt 1981 eine Berufung als Professor für Neuere deutsche Literaturgeschichte an derselben Universität.
Neben der Literaturgeschichte war ein Forschungsschwerpunkt von Elm die Lyrik der Gegenwart. Für die 1980er und 1990er Jahre gab er Anthologien mit erläuternden Einleitungen heraus. 
2009 wurde Theo Elm emeritiert.

## Publikationen (Auswahl)
Als Verfasser:
- Siegfried Lenz – Deutschstunde, Dissertation,  Wilhelm Fink Verlag, 1974
- Der deutsche Nachkriegsroman, 1988
- Johann Wolfgang Goethe – Die Wahlverwandtschaften – Grundlagen und Gedanken zum Verständnis erzählender Literatur, Diesterweg, 1991, ISBN 3-425-06034-1
- Die moderne Parabel, Habilitationsschrift, Wilhelm Fink Verlag, 2. Aufl. 1991, ISBN 3-770-52706-2
- Der Westdeutsche Nachkriegsroman, Typoskript der Fernuniversität in Hagen, 1993
- Das soziale Drama, Reclam, 2004, ISBN 3-150-17645-X

Als Herausgeber:
- Zus. m. Hans Hiebel: Medien und Maschinen: Literatur im technischen Zeitalter, Rombach Druck- und Verlagshaus, 1991, ISBN 3-793-09059-0
- Kristallisationen. Deutsche Lyrik der achtziger Jahre, herausgegeben mit Einleitung, Reclam, 1992, ISBN 3-150-08827-5
- Zus. m. Peter Hasubek: Fabel und Parabel. Kulturgeschichtliche Prozesse im 18. Jahrhundert, Wilhelm Fink Verlag, 1994, ISBN 3-770-52943-X
- Lyrik der neunziger Jahre, herausgegeben mit Einleitung, Reclam, 2000, ISBN 3-150-18048-1